# Remigia texana
Remigia texana är en fjärilsart som beskrevs av Morrison 1874. Remigia texana ingår i släktet Remigia och familjen nattflyn. Inga underarter finns listade.